# Relaciones Argentina-Nueva Zelanda
Las relaciones Argentina-Nueva Zelanda se refiere a las relaciones bilaterales entre la República Argentina y Nueva Zelanda. Ambas naciones son miembro del Grupo de Cairns y de las Naciones Unidas.

## Historia

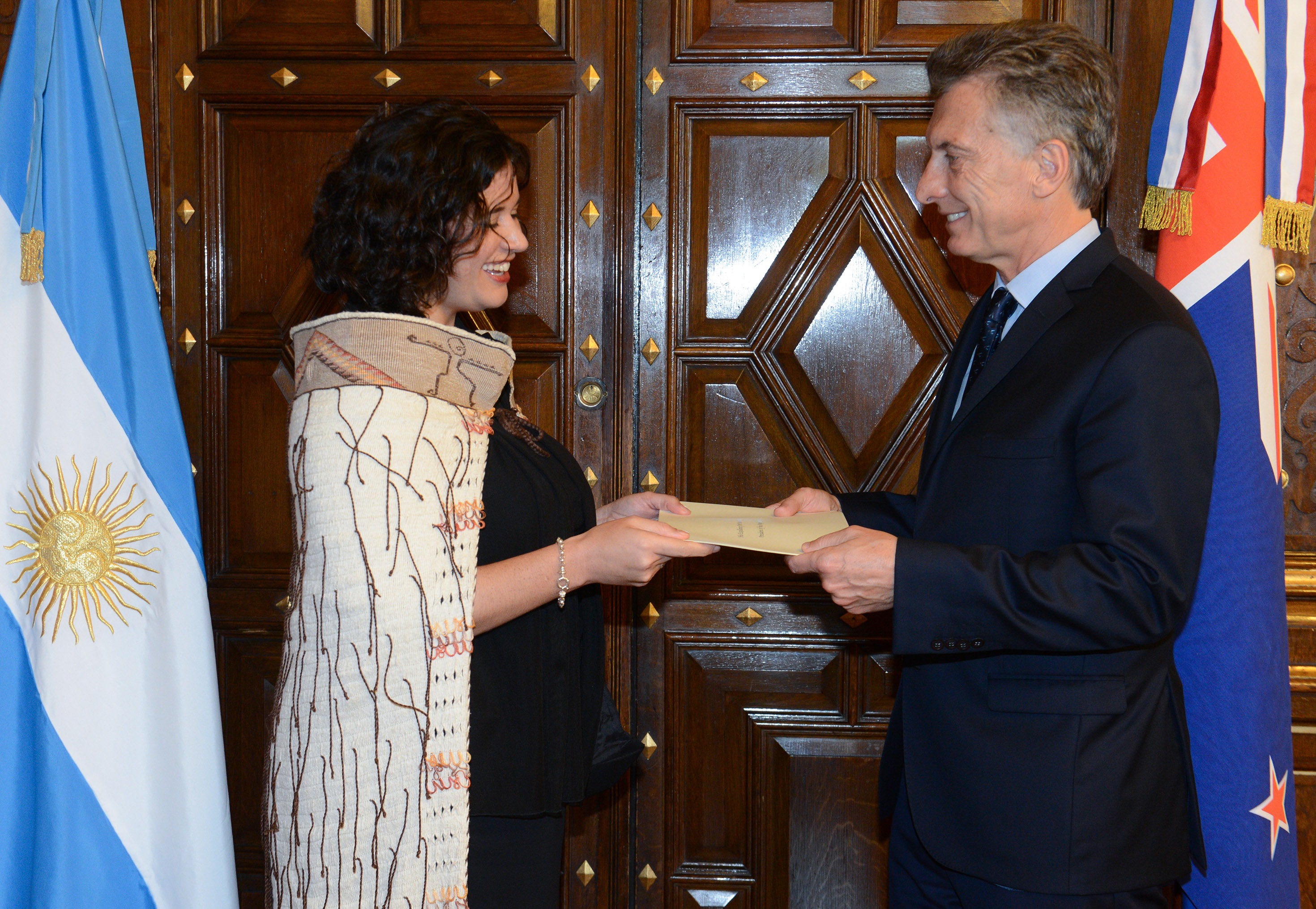
Presidente argentino Mauricio Macri recibiendo las cartas de credenciales de la embajadora de Nueva Zelanda, Raylene Liufalani; 2016.

Argentina y Nueva Zelanda son dos naciones industrializadas del hemisferio sur. Las relaciones diplomáticas entre ambas naciones se establecieron poco después del final de la Segunda Guerra Mundial. Las relaciones, sin embargo, entre las dos naciones eran muy limitadas, en parte debido a la distancia entre ellas. No fue hasta 1977 que Argentina abrió una embajada en Wellington.
En 1976, Argentina fue sometida a una dictadura militar, que se volvió cada vez más hostil y reafirmó sus reclamaciones históricas sobre las Islas Malvinas y las Georgias del Sur y Sandwich del Sur, ocupadas por el Reino Unido bajo el nombre de territorios británicos de ultramar frente a la costa argentina y en el Atlántico Sur. En abril de 1982, Argentina invadió las Islas Malvinas, provocando la guerra de las Malvinas. Inmediatamente después del arribo a las islas por parte de las tropas argentinas, Nueva Zelanda rompió relaciones diplomáticas con el gobierno argentino e impuso sanciones económicas. La guerra terminó con una victoria británica en junio de 1982. En 1984, Argentina y Nueva Zelanda restablecieron relaciones diplomáticas. En 1987, la Argentina abrió un consulado en Auckland y reabrió una embajada en Wellington en 1997. En 1998, Nueva Zelanda abrió su embajada en Buenos Aires.
Desde el restablecimiento de las relaciones entre Argentina y Nueva Zelanda; ambas naciones han trabajado juntas para mejorar el comercio agrícola global, preservar la Antártida y el Océano Austral y hacer lobby a la comunidad internacional para que tome conciencia del cambio climático, la conservación de ballenas, los derechos humanos internacionales, el mantenimiento de la paz y la no proliferación de armas. Ambas naciones han firmado y establecido un régimen de visado de vacaciones de trabajo. En diciembre de 2015, Air New Zealand comenzó vuelos directos entre Auckland y Buenos Aires. En 2017, el Secretario argentino de Agricultura, Ricardo Negri, visitó Nueva Zelanda.

## Visitas de alto nivel
Visitas de alto nivel de Argentina a Nueva Zelanda
- Presidente Carlos Menem (1998)
- Secretario de Agricultura Ricardo Negri (2017)

Visitas de alto nivel de Nueva Zelanda a la Argentina
- Primera ministra Helen Clark (2001)
- Ministro de Relaciones Exteriores Murray McCully (2010)

## Comercio
En 2016, el comercio total entre Argentina y Nueva Zelanda totalizó US$199 millones de dólares. Las exportaciones argentinas a Nueva Zelanda incluyen: pastel de aceite de soja, vehículos automotores, frutas y nueces preparadas y en conserva. Las exportaciones de Nueva Zelanda a Argentina incluyen: cajas de cartón y bolsas de papel, pieles crudas de ovejas o corderos, insecticidas, rodenticidas, herbicidas y fungicidas.

## Misiones diplomáticas residentes
- Argentina tiene una embajada en Wellington.[7]
- Nueva Zelanda tiene una embajada en Buenos Aires.[8]